# Hans Reiser
Pour les articles homonymes, voir Reiser.
Hans Reiser, né le 19 décembre 1963, est un programmeur américain spécialisé dans les systèmes d'exploitation et les systèmes de fichiers, purgeant une peine de prison à vie avec 15 ans de sûreté pour le meurtre de son ex-femme.

## Créateur des systèmes de fichiers Reiser FS et Reiser4
Depuis 1997, Hans Reiser était à la tête de Namesys, une entreprise à travers laquelle il développait et supportait les systèmes de fichiers journalisés ReiserFS et Reiser4. L'entreprise fournissait aussi du support Linux. 

## Meurtre de Nina Reiser
Son ex-femme Nina Reiser, médecin d'origine russe mère de deux enfants, disparaît le 3 septembre 2006.
Il est arrêté par le FBI en octobre 2006, puis jugé coupable le 28 avril 2008 de l'assassinat de son ex-femme Nina Reiser, en dépit du fait que son corps n'ait pas été retrouvé.
Alors qu'une probable condamnation à perpétuité, assortie d'une période de sûreté incompressible de 25 ans de prison est sur le point d'être prononcée, il propose de révéler l'emplacement du corps de sa victime en échange d'une réduction de peine.
Le corps de Nina Reiser est retrouvé sur ses indications le 8 juillet 2008.
Le 29 août 2008, Hans Reiser est reconnu coupable de meurtre et condamné à la prison à vie, libérable sur parole au bout de 15 années. Il est incarcéré à la prison d'État de San Quentin au nord de San Francisco.